# 阮克宅 (明命六年鄉貢)
阮克宅（越南语：／，？—？），越南阮朝官員。

## 生平
阮克宅爲興安省东安县平湖社人。
明命六年（1825年）於南定場中乙酉科鄉貢。
官至翰林院直學士，充史舘纂修，後致仕。

## 家庭
子阮克煒、阮克普、阮克講中舉人。